# Grêmio Osasco Audax
Maillots
Actualités
Le Grêmio Osasco Audax est un club brésilien de football fondé le 8 décembre 2004 et basé dans la ville d'Osasco dans l'État de São Paulo.

## Histoire

### Section féminine
Le club possède également une équipe féminine, qui joue dans le Championnat du Brésil féminin en première division, et qui dispute régulièrement la Copa Libertadores féminine compétition que le club a même remporté pour la première fois le 21 octobre 2017.